# El Main
El Main è un comune dell'Algeria, situato nella provincia di Bordj Bou Arreridj.